# Leptaegeria
Leptaegeria là một chi bướm đêm thuộc họ Sesiidae.

## Các loài
- Leptaegeria axiomnemoneuta  Zukowsky, 1936
- Leptaegeria cillutincariensis  Zukowsky, 1936
- Leptaegeria costalimai  Köhler, 1953
- Leptaegeria flavocastanea  Le Cerf, 1916
- Leptaegeria harti (Druce, 1899)
- Leptaegeria schreiteri  Köhler, 1941